# Cecilie Owrenová
Cecilie Owrenová (nepřechýleně Cecilie Owren; * ?, aktivní asi od roku 1995) je norská fotografka a filmařka z Lillehammeru. Owrenová pracuje s fotografií od poloviny devadesátých let. Vystudovala také divadlo v Londýně a později filmovou režii na London National Film School (NFTS). V roce 2000 vyhrála národní fotografickou soutěž v lomografii během festivalu krátkých filmů v Grimstadu a téhož roku se stala mistryní světa v Tokiu.

## Dílo
- Výstava Interfoto Debutante v Bølgen & Moi v Oslu v období 5. září 2002 - 15. prosince 2002[3]
- Výstava fotografií Prima ballerina v Maihaugenu, 2013[4]
- Krátký film Velbekomme spolu s Marií Othilií Hundevadtovou měl premiéru v prosinci 2014[5]